# 棕胁秋沙鸭
，是雁形目鸭科的一种鸟类。

## 特征
棕胁秋沙鸭体重约613.77克，翼长约186.6毫米，嘴峰长约39.6毫米，喙宽度约8.3毫米，喙厚度约9.3毫米，跗蹠长约29.2毫米，尾长约85.6毫米。棕胁秋沙鸭是候鸟，其栖息在开放的湖泊、沼泽等湿地环境中，食性为肉食性，主要食物来源是水生动物。

## 分布
繁殖于北美洲北部；冬季到墨西哥和西印度群岛。